# Versione siriaca curetoniana

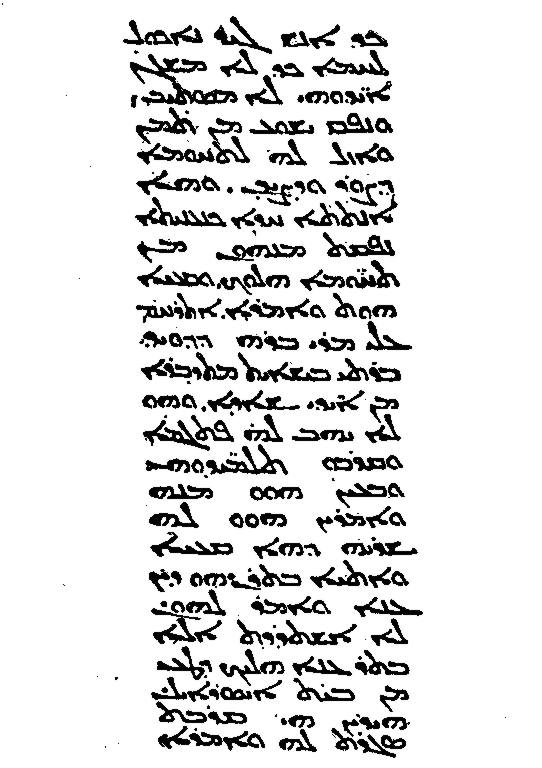
Vangeli curetoniani, Vangelo secondo Matteo,

La versione siriaca curetoniana, rappresentata dal segno "syrcur", è un'antica traduzione in lingua siriaca dei vangeli canonici del Nuovo Testamento, come tramandata da alcuni antichi manoscritti detti "vangeli curetoniani" o "codici siriaci curetoniani". I vangeli curetoniani furono tradotti dalla lingua greca degli originali.
La versione siriaca curetoniana fu tradotta indipendentemente dalla versione siriaca sinaitica e, insieme a questa e al Diatessaron di Taziano il Siro, rappresenta una delle versioni siriache antecedenti a quella comune, la Peshitta. L'ordine dei vangeli è Matteo, Marco, Giovanni e Luca.
Questa versione omette Matteo 16,2b-3.